# Салтыковский лесопарк
Салтыко́вский лесопа́рк — лесопарк, занимающий территорию Салтыковского участкового лесничества Ногинского лесничества (до 2009 года — Салтыковский лесопарк в составе спецлесхоза «Балашихинский»).
Расположен восточнее МКАД, южнее станций Реутово, Салтыковская, Кучино Горьковского направления железной дороги, севернее микрорайонов Косино, Кожухово, Павлино, восточнее района Новокосино.
Создан в 1976 году. Общая площадь 1012 гектаров. Но в связи со строительством нового микрорайона[какого?] Балашихи площадь парка продолжает сокращаться.
Справочно:
- Согласно акту межевой канцелярии от 1768 года у князей Василия и Юрия Долгоруковых в Никольском и окрестностях было дровяного леса — 281 десятина. В этой площади есть и доля существующего лесопарка.
- 19-летний художник Левитан, живя на даче в подмосковной Салтыковке, написал картину «Вечер после дождя» (1879). На ней запечатлено облесье Салтыковского леса, примыкающего к железной дороге. В настоящее время в этом месте находится Железнодорожная улица города Балашихи.

## История

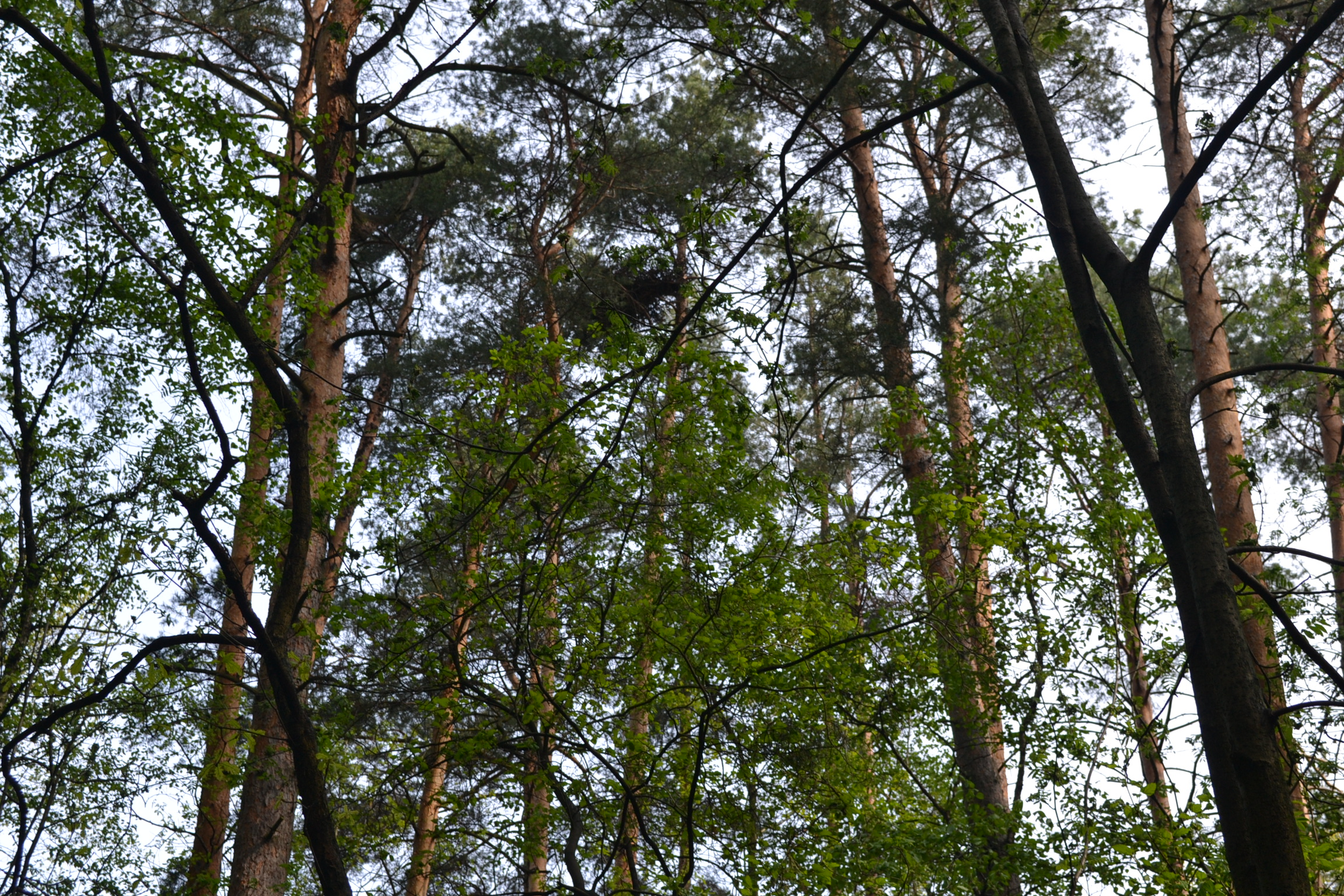
Пробуждение после зимы

Название лесопарка связано с появлением полустанка (позднее преобразованного в станцию Салтыковская) при строительстве железной дороги Москва — Нижний Новгород ориентировочно в 1863 году по просьбе князя Петра Дмитриевича Салтыкова — внучатого племянника Юрия Владимировича Долгорукова.
Поместье перешло Салтыкову П. Д. (правнук русского полководца фельдмаршала П. С. Салтыкова) по завещанию от Долгорукова Ю. В., так как прямых наследников у него в живых уже не было.
Возле станции начали селиться преимущественно мелкие служащие и железнодорожники, назвавшие свой поселок также Салтыковкой. Позже так назывался подмосковный дачный поселок Салтыковка. В настоящее время — микрорайон города Балашихи.
Территория парка входила в состав Никольско-Архангельского владения, упомянутого в 1623 году.

## Описание
Салтыковский лесопарк состоит из пяти отдельных лесных массивов, отстоящих друг от друга на расстоянии от 0,3 до 4 км:
- Фенинский лесопарк;
- Ольгинский лесопарк;
- лесной массив между Новокосино, Кожухово и Салтыковкой;
- лесной массив к югу от микрорайона Павлино;
- зелёная зона вблизи МКАД, прилегающая к Чёрному озеру.

По территории лесопарка протекает река Пехорка и её притоки. К востоку от лесопарка, на границе с городом Железнодорожный, расположен Кучинский полигон ТБО (Фенинская свалка).

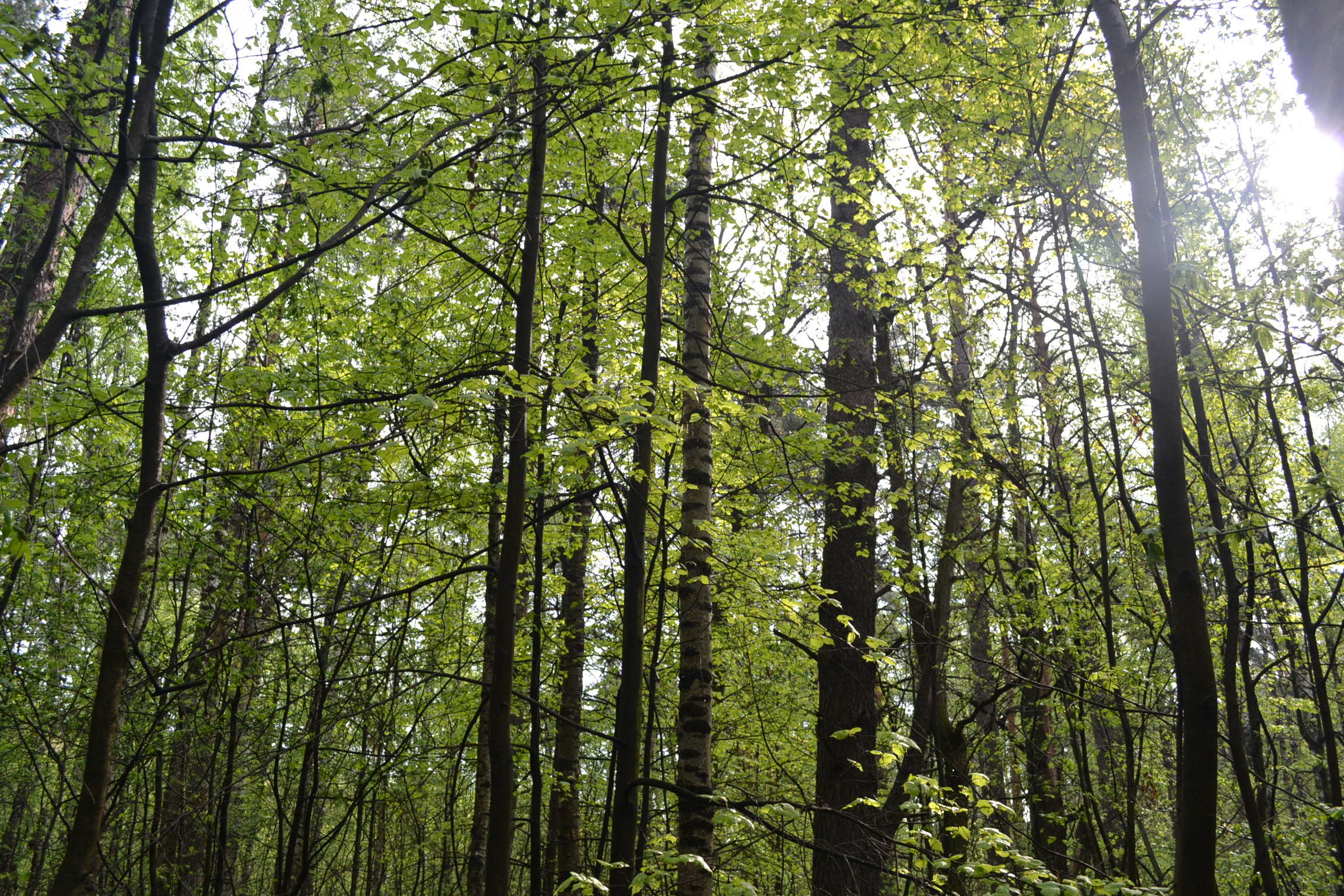
Весна пришла

На территории лесопарка расположены пруды Жёлтый и Салтыковский пруд. Есть 4 родника, которые находятся около усадьбы лесопарка. Отдельным островком представлен старинный липовый парк в микрорайоне Павлино, где также есть родник. Там же встречаются отдельные деревья дуба со стволами диаметром более 2 м. На территории лесопарка находятся курганные могильники славянского племени кривичей XI-XII веков, расположенные группами в долине реки Пехорки. Это правильные холмики от 0,5 до 4 м высотой и от 4 до 12 м в диаметре.
В Салтыковском лесопарке находятся памятники природы районного значения:

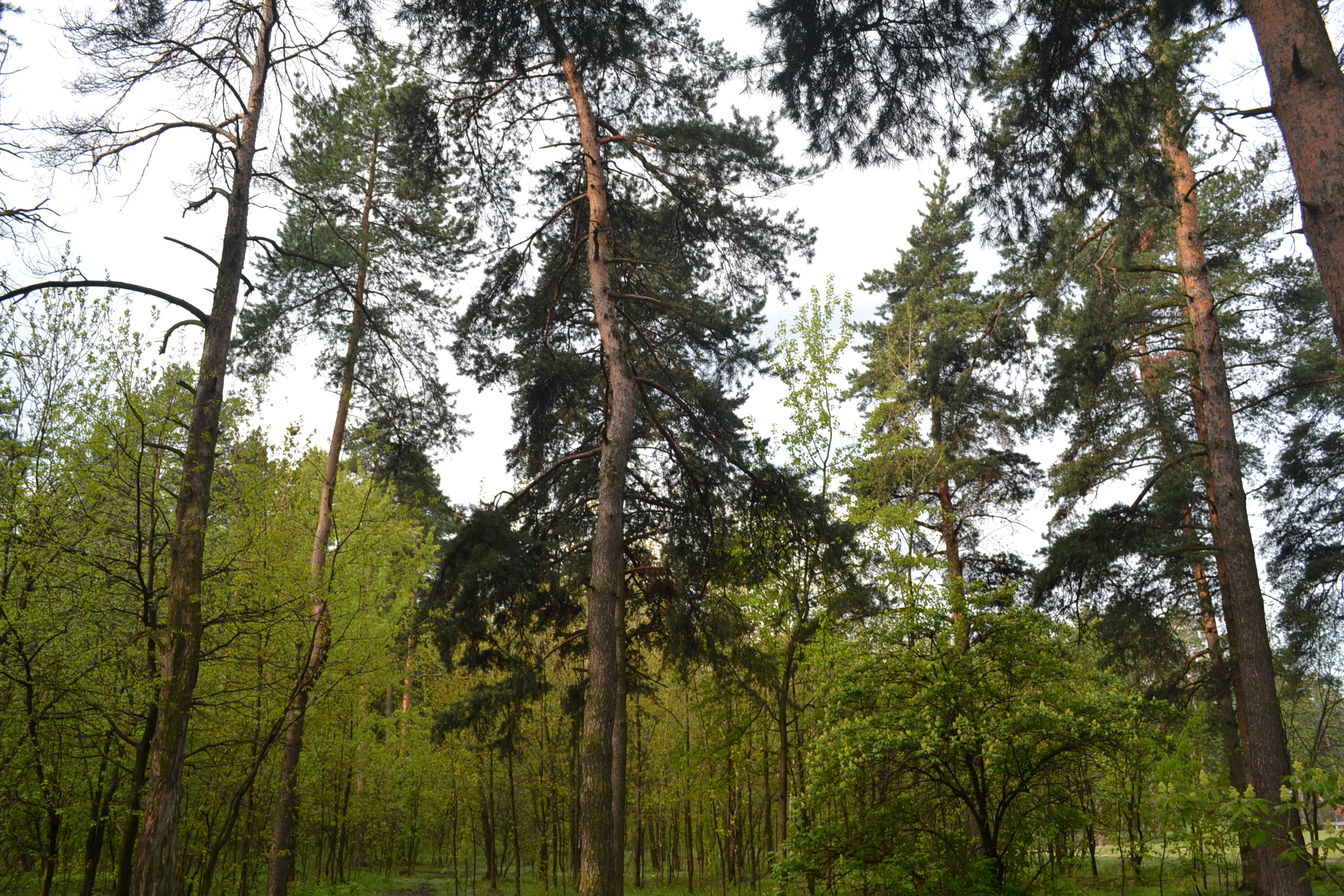
Лес со стороны Новокосино

- Старинный парк и кварталы 1, 3, 4, 9 Салтыковского участка Балашихинского лесопарка. Усадебный парк имеет сложную планировочную структуру: он вытянут вдоль нескольких, расположенных каскадом прудов. В настоящее время часть парка с прудами сохранилась, и здесь можно увидеть огромные липы, лиственницы, тую, живописно расположенные вдоль прогулочного маршрута; редкие бабочки, занесённые в Красную книгу (подалирий, совки, сиреневый бражник, осенний шелкопряд), обнаружены в кварталах 1, 3, 4 и 9.
- речка Пехорка с притоками и территория, прилегающая к ним (400 м от уреза воды в каждую сторону).

## Растительность
Леса Салтыковского лесопарка представлены хвойными и широколиственными древостоями, приближающимися к 100-летнему возрасту. Основные породы, формирующие облик лесопарка, — сосна, ель, дуб, берёза, липа. В подлеске растут рябина, крушина, жимолость, бересклет, лещина. Довольно редкие для флоры Москвы травянистые растения: ландыш майский, купальница европейская, незабудка.

## Животный мир
Среди птиц встречаются: воробей, ворон, ворона (серая и черная),  гаичка, галка, голубь, грач, дрозд-рябинник, дрозд черный, дятел пёстрый (большой и малый), дятел чёрный, зяблик, коростель, кукушка, куропатка серая, лазоревка, малиновка, московка,  мухоловка-пеструшка, нырок красноголовый, пеночка зеленая, пищуха, поганка (чомга), поползень, свиристель, синица большая, синица длиннохвостая, синица хохлатая,  скворец, снегирь, сойка, соловей, сорока, трясогузка белая, утка-кряква, чайка озерная, чечетка, чибис, чиж, щегол.
Среди животных встречаются белки, кроты, мыши-полевки, зайцы, ласки, куницы, лисы. У моста через реку Рудневка, неподалёку от места впадения Банной канавки, обитает в разветвленных норах большое семейство серых крыс.